# Alan Walsh
Alan Walsh (né le 9 décembre 1956 à Hartlepool) était un ancien footballeur professionnel qui a joué comme buteur pour Middlesbrough, Darlington et Bristol.
Il est une légende vivante à Darlington pour être leur meilleur buteur en championnat avec 87 buts et toutes compétitions confondues avec 100 buts. Il a gagné deux championnats turcs avec Beşiktaş. Il est actuellement membre du staff de Bristol City.